# Lichtenberg (Altomünster)
Lichtenberg ist ein Ortsteil des Marktes Altomünster im oberbayerischen Landkreis Dachau. Am 1. Mai 1978 kam der Weiler Lichtenberg, auf einer Anhöhe zwischen Kiemertshofen und Hohenzell gelegen, als Ortsteil von Hohenzell zu Altomünster.

## Geschichte
Lichtenberg war die längste Zeit seiner Geschichte ein Einödhof. Der Ort erscheint erstmals im Besitzverzeichnis des Klosters Indersdorf von 1330 in der Form „Dietenperch“. 
1491 ist von „Dietenperg“ die Rede, woraus sich wohl später „Liechtenperg“ entwickelt hat. 